# NGC 4873
NGC 4873 ist eine 14,1 mag helle Linsenförmige Galaxie vom Hubble-Typ S0 im Sternbild Haar der Berenike, welche etwa 259 Millionen Lichtjahre von der Milchstraße entfernt ist. Sie gehört zum Coma-Galaxienhaufen und wurde am 10. Mai 1863 von Heinrich Louis d’Arrest entdeckt.